# Marek Nowak (muzyk)
Marek „Maro” Nowak (ur. 1964 w Zielonej Górze) – polski muzyk, realizator dźwięku i kompozytor. Autor wielu reklam telewizyjnych i radiowych, muzyki do filmu i teatru.
Marek Nowak od najmłodszych lat dzięki swoim rodzicom (muzykom) grywał na instrumentach i śpiewał. W wieku 10 lat grywał już w kilku młodzieżowych zespołach. Ukończył średnią szkołę muzyczna w klasie fortepianu, na którym później grał w big bandzie Jerzego Miliana. W latach 1984–1985 pracownik Polskiego Radia w Katowicach. Obecnie kompozytor i realizator dźwięku związany z firmą „ZTUDIO”.

## Dyskografia
- Raz, Dwa, Trzy – To ja
- Patrycja Kosiarkiewicz – Euforia
- Patrycja Kosiarkiewicz – Rocznik '72
- Happysad – Podróże z i pod prąd – producent muzyczny